# Législature d'État du Wisconsin
Capitole de l'État du Wisconsin, Madison

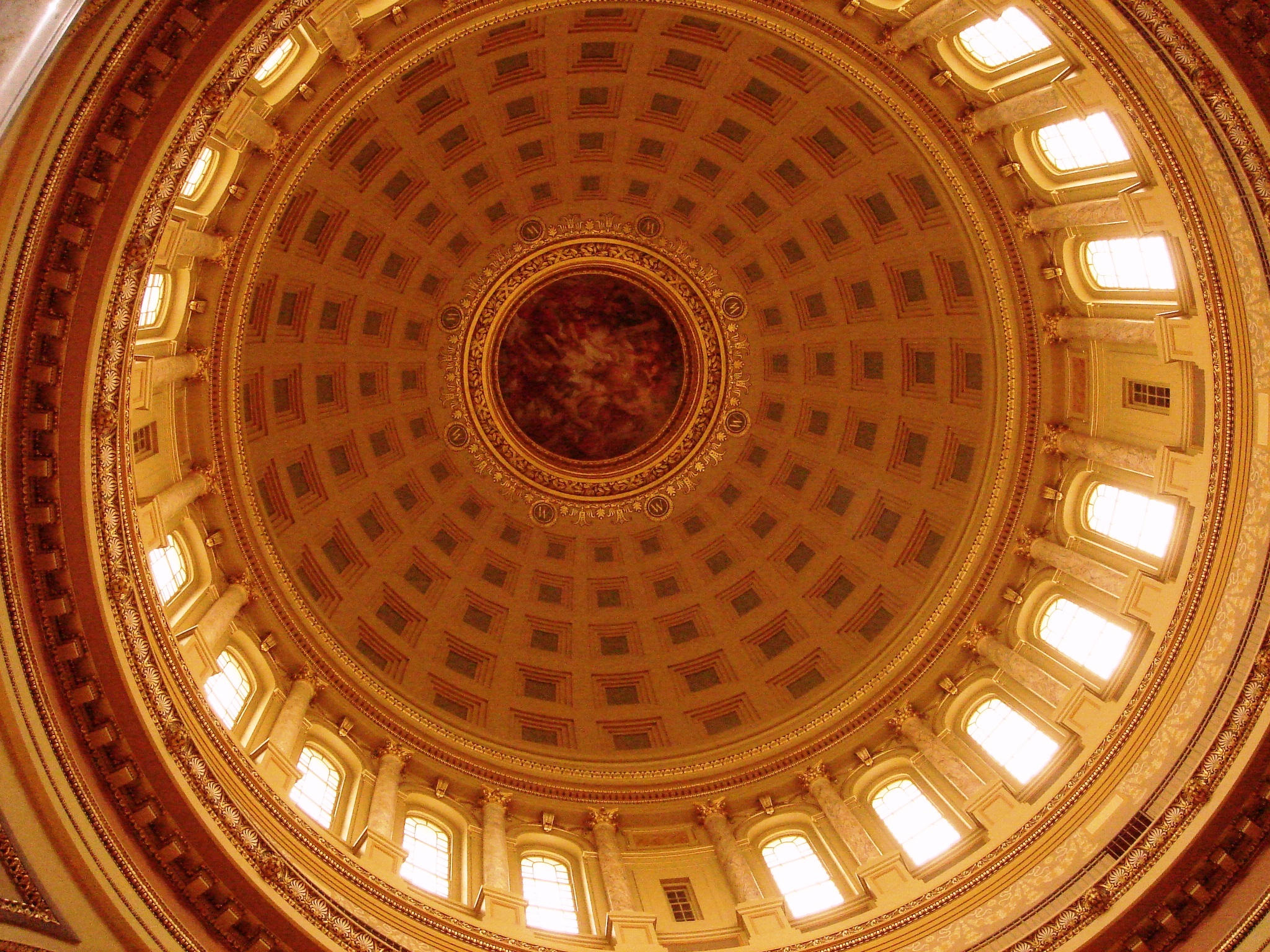
L'intérieur du dôme du Capitol

La législature d'État du Wisconsin (Wisconsin Legislature) est un parlement bicaméral composé d'une chambre basse (l'assemblée de l'État du Wisconsin de 99 élus) et d'une chambre haute (le Sénat du Wisconsin de 33 élus).
Le parlement du Wisconsin siège au Capitol (Madison).
Durant la session 2007-2009 et la session 2009-2011, la chambre basse est dominée par une majorité d'élus du parti républicain alors que la chambre haute est dominée par les élus du parti démocrate.
Depuis janvier 2011, les deux chambres sont à majorité républicaine.